# Nyugat-Bengál
Nyugat-Bengál (bengáli: পশ্চিম বঙ্গ, átírva: Pościm Bôngo) egy állam India keleti részén, fővárosa Kolkata.

## Domborzat
A terület nagy része alföld, amit a Gangesz folyó egyik mellékága alakított ki. Az állam keleten határos az igen nagy népsűrűségű Bangladessel, ezért Kolkatába rengetegen érkeznek a határ túloldaláról.

## Éghajlat
Az államban is jellemző a nyári monszun. Az évi átlagos csapadék mennyisége 2000 mm.
A januári középhőmérséklet 19 °C körüli, áprilisban pedig 29 °C körüli.
| Hónap                         | Jan. | Feb. | Már. | Ápr. | Máj. | Jún. | Júl. | Aug. | Szep. | Okt. | Nov. | Dec. | Év   |
| ----------------------------- | ---- | ---- | ---- | ---- | ---- | ---- | ---- | ---- | ----- | ---- | ---- | ---- | ---- |
| Átlagos max. hőmérséklet (°C) | 26,0 | 29,0 | 33,7 | 35,7 | 35,5 | 33,7 | 32,0 | 31,8 | 32,0  | 31,7 | 29,3 | 26,4 | 31,4 |
| Átlagos min. hőmérséklet (°C) | 13,7 | 16,6 | 21,4 | 24,9 | 26,1 | 26,5 | 26,2 | 26,1 | 25,9  | 23,9 | 18,8 | 14,2 | 22,0 |
| Átl. csapadékmennyiség (mm)   | 13   | 26   | 33   | 51   | 126  | 282  | 340  | 333  | 277   | 139  | 24   | 6    | 1651 |
| Havi napsütéses órák száma    | 9    | 9    | 9    | 9    | 9    | 5    | 4    | 4    | 5     | 6    | 8    | 8    | 85   |
| Forrás:                       |      |      |      |      |      |      |      |      |       |      |      |      |      |

## Városok
Főbb városok 2001-es adatok alapján:
| Város     | Népesség  |
| --------- | --------- |
| Kolkata   | 4 580 544 |
| Haora     | 1 008 704 |
| Durgapur  | 492 996   |
| Ászánszol | 486 304   |
| Szilíguri | 470 275   |

## Közigazgatás

Az állam körzetei

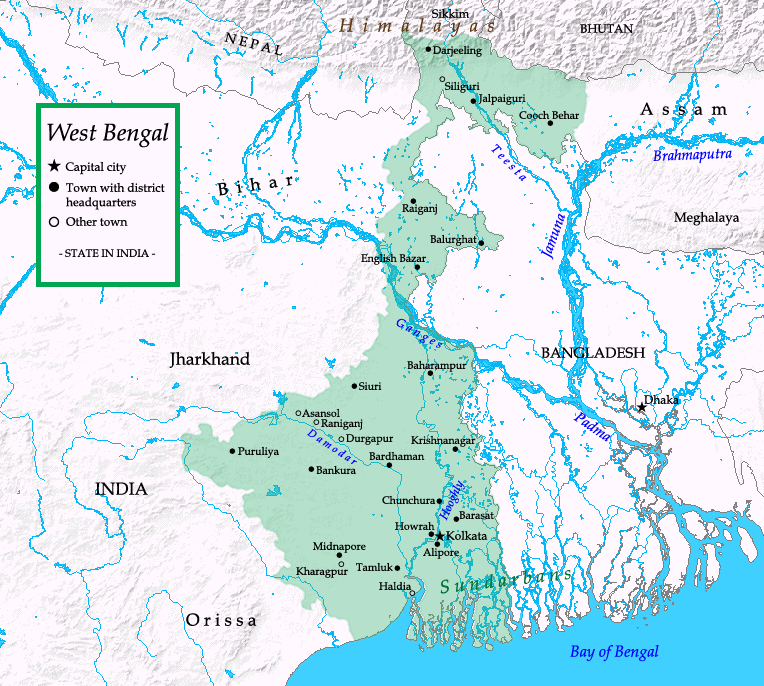
Nyugat-Bengál térképe

|     | Körzet (District) | Népesség   | Népesség- növekedés % | 1000 férfira jutó nők száma | Írni-olvasni tudás % | Népsűrűség fő/km |
| --- | ----------------- | ---------- | --------------------- | --------------------------- | -------------------- | ---------------- |
| 2   | North 24 Parganas | 10,082,852 | 12.86                 | 949                         | 84.95                | 2463             |
| 6   | South 24 Parganas | 8,153,176  | 18.05                 | 949                         | 78.57                | 819              |
| 7   | Bardhaman         | 7,723,663  | 12.01                 | 943                         | 77.15                | 1100             |
| 9   | Murshidabad       | 7,102,430  | 21.07                 | 957                         | 67.53                | 1334             |
| 14  | West Midnapore    | 5,943,300  | 14.44                 | 960                         | 79.04                | 636              |
| 16  | Húgli             | 5,520,389  | 9.49                  | 958                         | 82.55                | 1753             |
| 18  | Nadia             | 5,168,488  | 12.24                 | 947                         | 75.58                | 1316             |
| 20  | East Midnapore    | 5,094,238  | 15.32                 | 936                         | 87.66                | 1076             |
| 23  | Haora             | 4,841,638  | 13.31                 | 935                         | 83.85                | 3300             |
| 35  | Kolkata           | 4,486,679  | −1.88                 | 899                         | 87.14                | 24252            |
| 58  | Maldah            | 3,997,970  | 21.50                 | 939                         | 62.71                | 1071             |
| 66  | Jalpaiguri        | 3,869,675  | 13.77                 | 954                         | 73.79                | 621              |
| 80  | Bankura           | 3,596,292  | 12.64                 | 954                         | 70.95                | 523              |
| 84  | Birbhum           | 3,502,387  | 16.15                 | 956                         | 70.90                | 771              |
| 124 | North Dinajpur    | 3,000,849  | 22.90                 | 936                         | 60.13                | 956              |
| 129 | Purulia           | 2,927,965  | 15.43                 | 955                         | 65.38                | 468              |
| 136 | Cooch Behar       | 2,822,780  | 13.86                 | 942                         | 75.49                | 833              |
| 257 | Dardzsiling       | 1,842,034  | 14.47                 | 971                         | 79.92                | 585              |
| 295 | Dakshin Dinajpur  | 1,670,931  | 11.16                 | 954                         | 73.86                | 753              |

## Turizmus
Fő látnivalók:
- Kolkata
- Haora: Belur Math
- Szundarbansz
- Dakshineswar Káli-templom Kolkata mellett
- Májápur, a Krisna-tudat nemzetközi szervezetének (ISKCON) székhelye
- Bankura: Bishnupur templomai
- Dzsaldápára Nemzeti Park
- Dardzsiling

## Képek

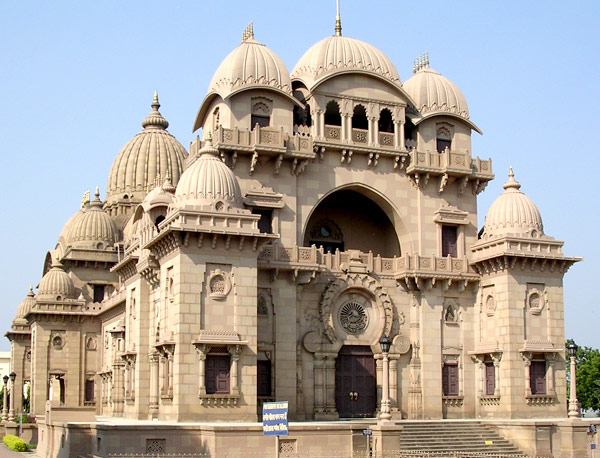
Belur Math, Haora
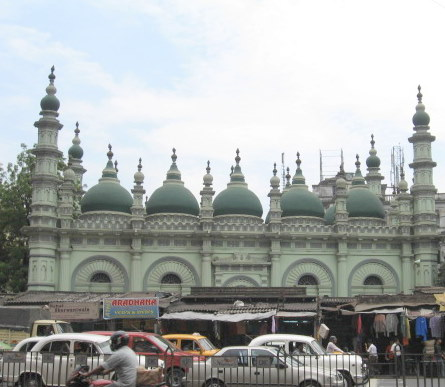
Tipu Sultan-mecset, Kolkata
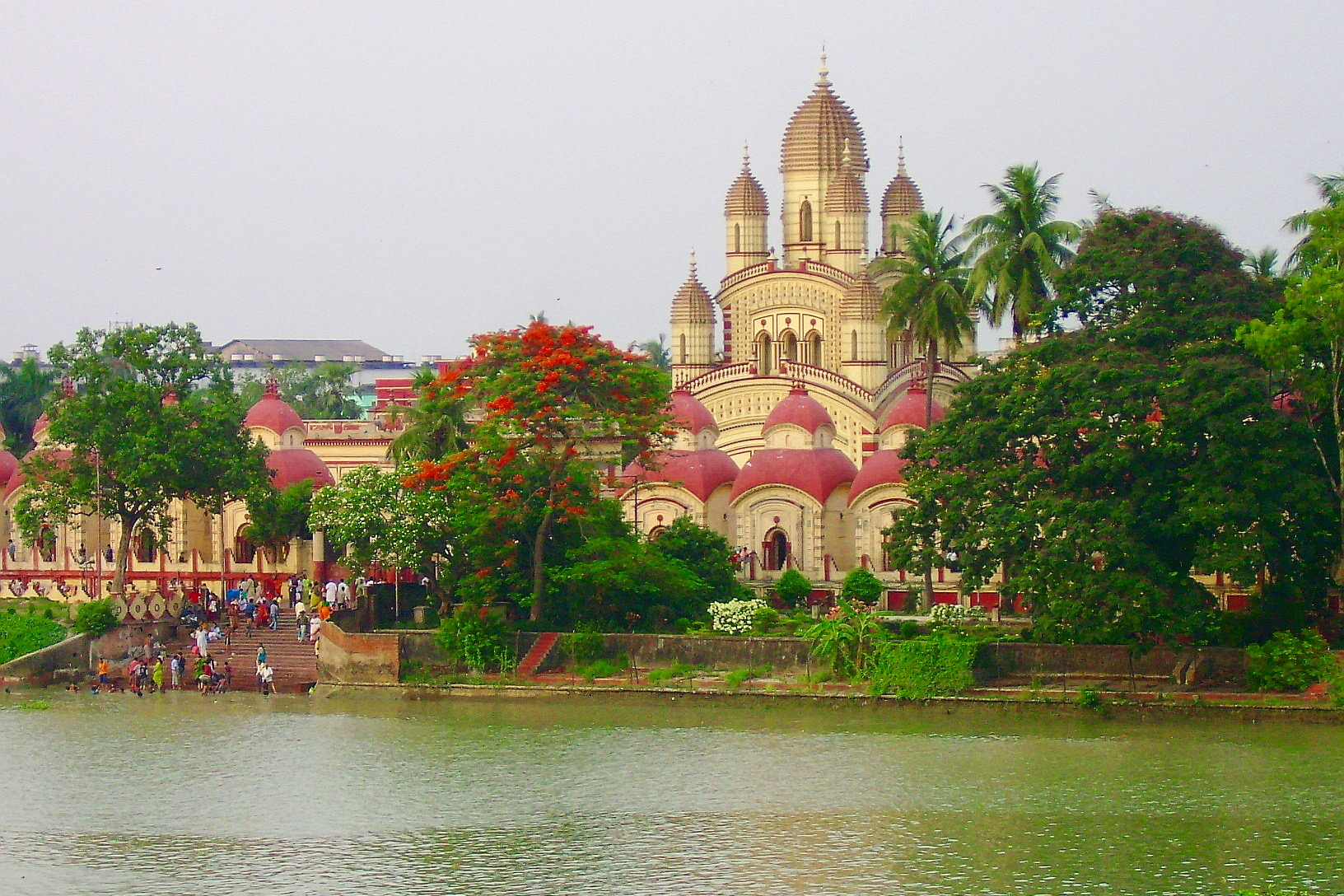
Dakshineswar-templom
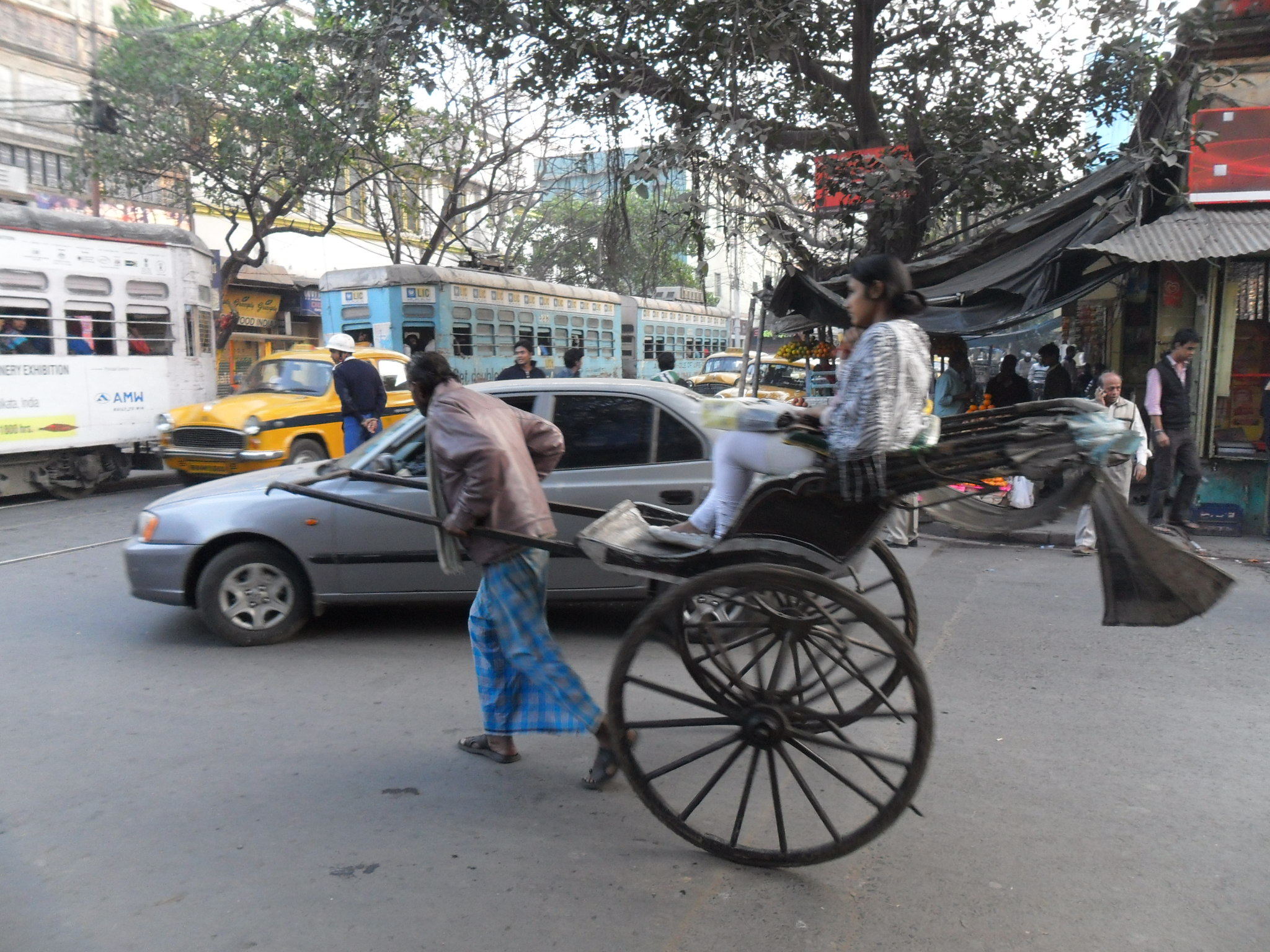
Kolkatai utcakép
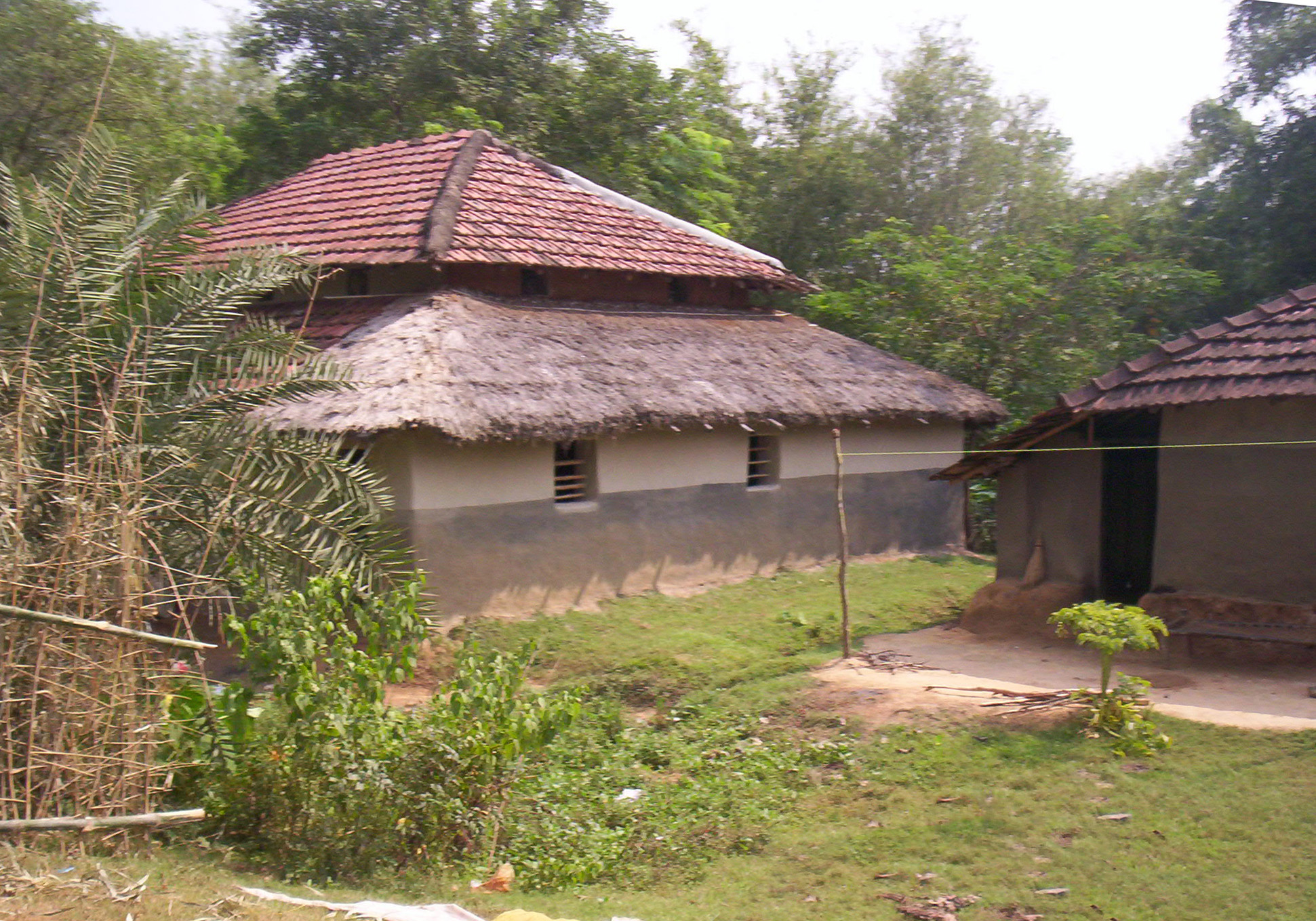
Falusi házak
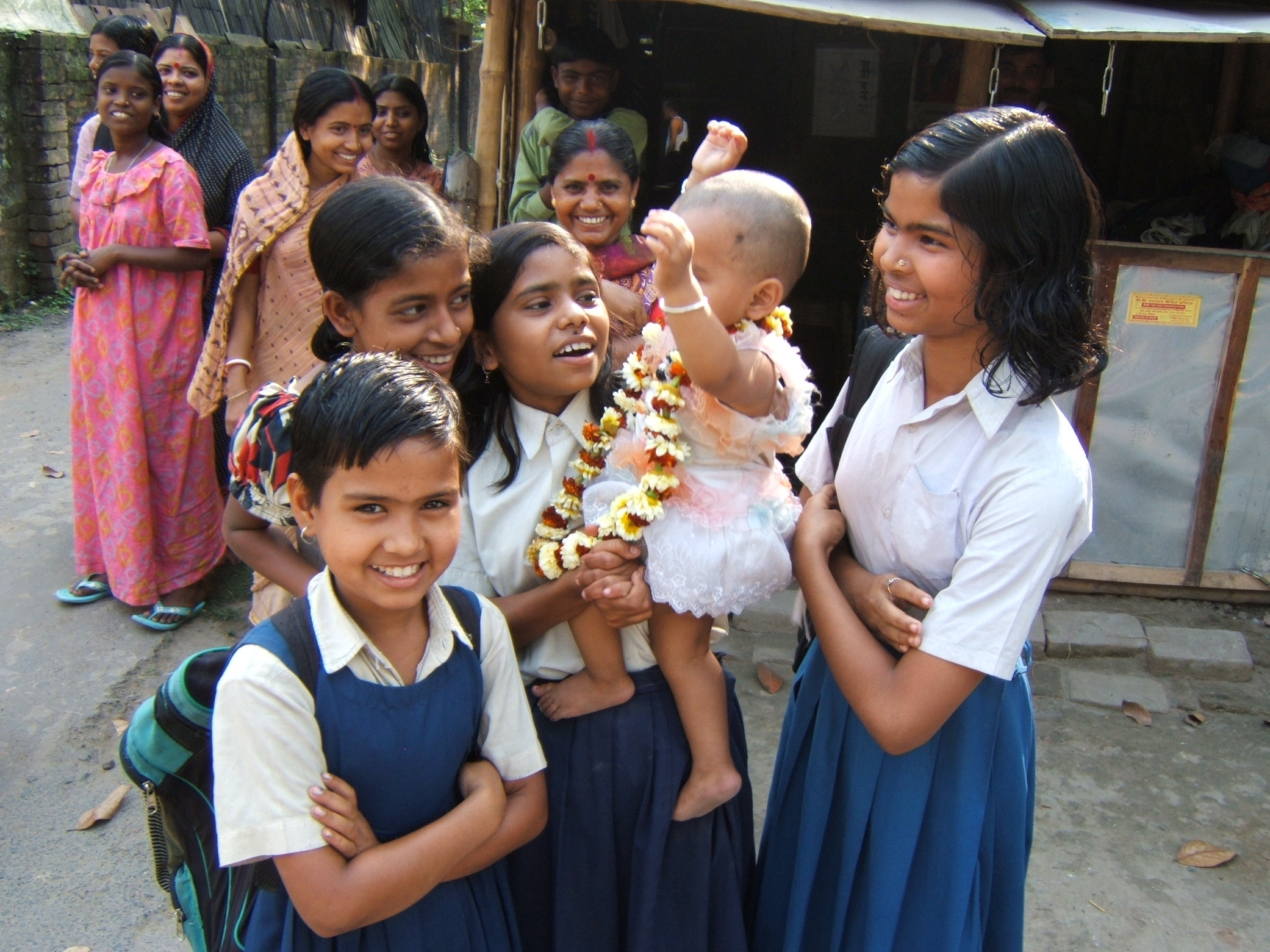
Lányok egy bengáli faluban
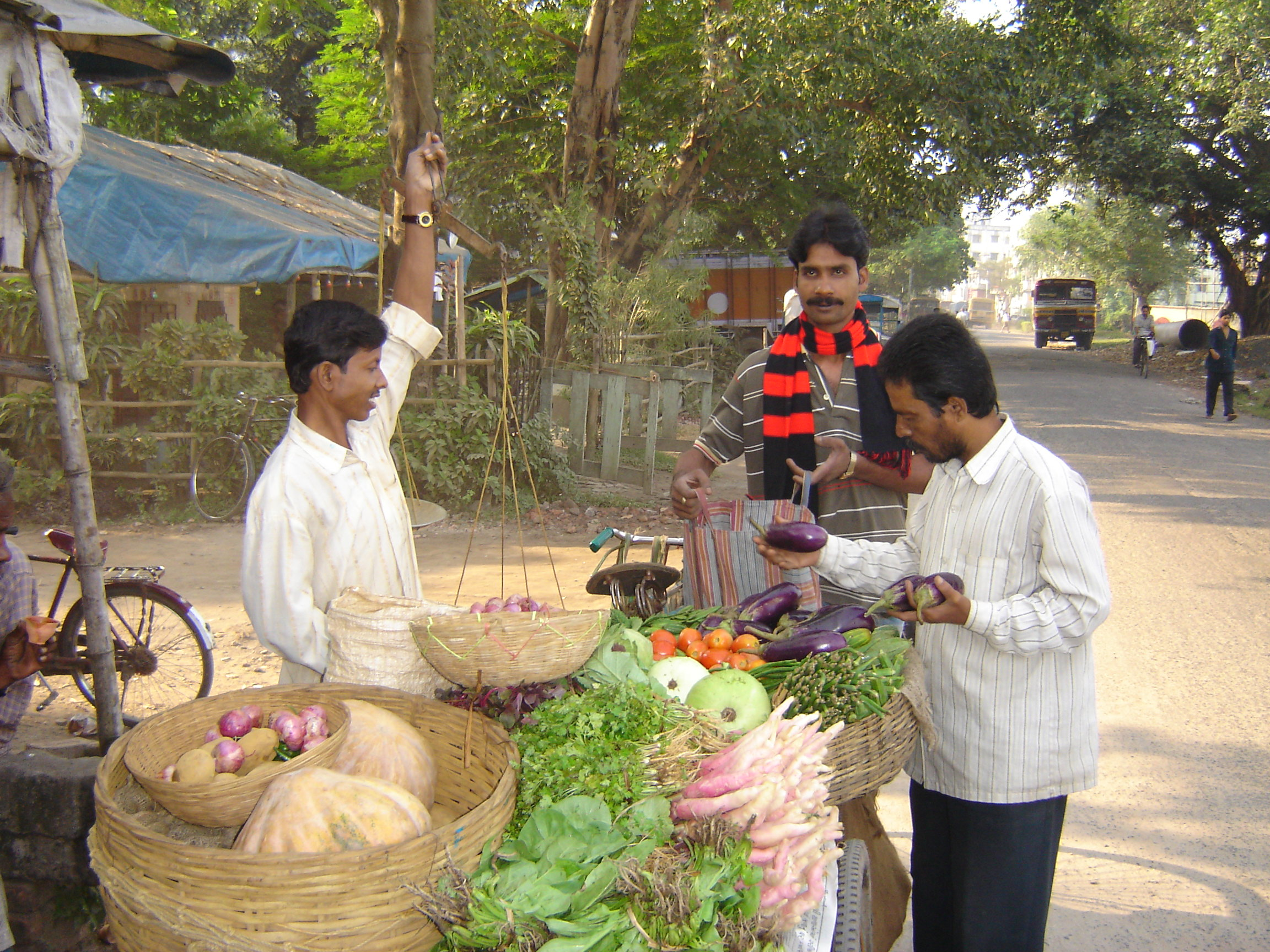
Útszéli árus
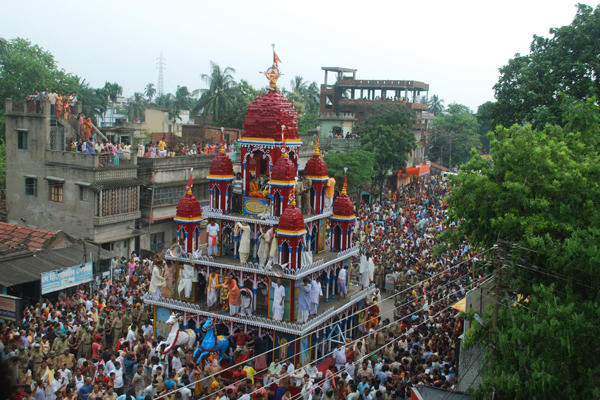
Rath Yatra ünnep

## Fordítás
- Ez a szócikk részben vagy egészben  a   West Bengal című angol Wikipédia-szócikk fordításán alapul.  Az eredeti cikk szerkesztőit annak laptörténete sorolja fel. Ez a jelzés csupán a megfogalmazás eredetét és a szerzői jogokat jelzi, nem szolgál a cikkben szereplő információk forrásmegjelöléseként.

## Kapcsolódó szócikk
- Bengália